# Carlo Vezzani
Carlo Vezzani (Quistello, 30 aprile 1852 – Mantova, 15 marzo 1936) è stato un sindacalista e politico italiano, primo segretario della Federazione nazionale dei lavoratori della terra nel 1901.

## Biografia
Dopo gli studi ginnasiali, visse a Roma dal 1867 al 1896. Nella capitale fu come segretario generale della ditta Trezza, una società finanziaria di servizi esattoriali, da cui si dimise nel 1896 per tornare a Mantova.
Vezzani si impegnò assiduamente in attività di propaganda e di organizzazione del movimento socialista sia a livello sindacale che politico. Tra il 24 e il 25 ottobre del 1901 si svolse a Bologna il congresso costitutivo della Federazione nazionale dei lavoratori della terra (FNLT), che elesse Carlo Vezzani come suo primo segretario. Tra i suoi altri incarichi politici amministrativi fu presidente della deputazione provinciale di Mantova negli anni 1904-1905 e sindaco di Castellucchio dal 1914 al 1920.
Pubblicista dal 1871 per Lo studente e poi per La favilla di Mantova, divenne in seguito collaboratore di La provincia di Mantova, oltre che dei periodici socialisti La nuova terra, La giustizia di Reggio Emilia e Critica sociale.
Nel 1912  nel corso del congresso di Reggio Emilia, uscì dal Partito socialista, seguendo Ivanoe Bonomi nel Partito Socialista Riformista Italiano, condividendone l’interventismo nella prima guerra mondiale.
Morì a Mantova il 15 marzo 1936.